# Кольонія-Варшавська
Кольонія-Варшавська (пол. Kolonia Warszawska) — село в Польщі, у гміні Лешноволя Пясечинського повіту Мазовецького воєводства.